# Chika Anzai
Chika Anzai (Prefettura di Fukui, 22 dicembre 1990) è una doppiatrice giapponese affiliata a Avex Group.
Il 1º agosto 2020, Anzai ha annunciato di essersi sposata recentemente. 
Nel 2023, ha ricevuto il premio come miglior attore protagonista ai 17° Seiyu Awards.

## Doppiaggio

### Serie televisive d'animazione
- Nagisa Mikogami in Anyamaru Tantei Kiruminzuu (2009)
- Nanako Umibe in Seitokai yakuindomo (2010)
- Yuu e altri in Chihayafuru - Il gioco di Chihaya (2011)
- Sumika Nakahashi in Un-Go (2011)
- List, Kurt & Mosquito in Hunter × Hunter (2012)
- Jasmine in Little Battlers eXperience (2012)
- Mina Carolina in L'attacco dei giganti (2013)
- Yumi Hosaka in Gatchaman Crowds (2013)
- Midori Akashi in Kakumeiki Valvrave (2013)
- Amy in Kūsen madōshi kōhosei no kyōkan (2015)
- Reina Kōsaka in Sound! Euphonium (2015)
- Fio in The Testament of Sister New Devil (2015)
- Tōko Ichinose in Taboo Tattoo (2016)
- Hanabi Yasuraoka in Scum's Wish (2017)
- Maki Midorikawa in Sakura Quest (2017)
- Ashina in Boruto (2018)
- Sakura Nanamine in Hanako-kun - I sette misteri dell'Accademia Kamome (2020)
- Kikka in Mayonaka Punch (2024)
- Mei Tsuchiba in Magilumiere Magical Girls Inc. (2024)[1]
- Katana in Suicide Squad Isekai (2024)

### Videogiochi
- Shitori in Granblue Fantasy (2014)
- Kaede Agatsuma e Asuka Fumishima in Alice Gear Aegis (2018)
- Shiori Koden in Shin Megami Tensei: Liberation Dx2 (2018)
- Pozëmka in Arknights (2019)
- Protagonista e Akira Howard in Astral Chain (2019)
- Manatsu Shiraishi in Kandagawa Jet Girls (2020)
- Chise Asukagawa in Azur Lane (2021)
- Kaede Agatsuma e Asuka Fumishima in Alice Gear Aegis CS: Concerto of Simulatrix (2022)
- Kojika Kumari in Witch on the Holy Night (2022)
- Alisa (Echo) in Punishing: Gray Raven (2023)
- Jianxin in Wuthering Waves (2024)
- Preecha in Fatal Fury: City of the Wolves (2025)
- Matsuri in Rune Factory: Guardians of Azuma (2025)